# 902 Probitas
Probitas (asteróide 902) é um asteróide da cintura principal, a 2,0089582 UA. Possui uma excentricidade de 0,1788068 e um período orbital de 1 397,58 dias (3,83 anos).
Probitas tem uma velocidade orbital média de 19,04276255 km/s e uma inclinação de 6,34885º.
Esse asteróide foi descoberto em 3 de Setembro de 1918 por Johann Palisa.